# Premio Adelbert von Chamisso
El Premio Adelbert von Chamisso, fue un premio literario establecido en 1985, otorgado a una obra escrita en alemán cuyo autor tenga como lengua vernácula otro idioma, como era el caso de Adelbert von Chamisso. La cuantía del premio fue de 15.000 € (2007) y se fallaba en la Feria del Libro de Fráncfort.
El 9 de marzo de 2017, los premios Adelbert von Chamisso fueron otorgados por última vez, siendo el escritor iraquí Abbas Khider, el último galardonado en recibirlo.

## Laureados
- 2017 - Abbas Khider; Barbi Marković y Senthuran Varatharajah (PP)
- 2016 - Esther Kinsky y Uljana Wolf
- 2015 - Sherko Fatah; Olga Grjasnowa y Martin Kordic (premio de promoción = PP)
- 2014 - Ann Cotten; Dana Ranga y Nellja Veramoj (PP)
- 2013 - Marjana Gaponenko; Matthias Nawrat y Anila Wilms (PP)
- 2012 – Michael Stavarič; PP: Akos Doma y Ilir Ferra (PP)
- 2011 – Jean Krier; Olga Martynova y Nicol Ljubić (PP)
- 2010 – Terézia Mora; Abbas Khider y Nino Haratischwili (PP)
- 2009 - Artur Becker; María Cecilia Barbetta y Tzveta Sofronieva (PP)
- 2008 - Saša Stanišić; Michael Stavarič y Léda Forgó (PP)
- 2007 - Magdalena Sadlon; Que Du Luu y Luo Lingyuan (PP)
- 2006 - Zsuzsanna Gahse; Sudabeh Mohafez y Eleonora Hummel (PP)
- 2005 - Feridun Zaimoğlu; Dimitré Dinev (PP)
- 2004 - Asfa-Wossen Asserate y Zsuzsa Bánk; Yadé Kara (PP)
- 2003 - Ilma Rakusa; Hussain al-Mozany y Marica Bodrozic (PP)
- 2002 - SAID; Francesco Micieli y Catalin Dorian Florescu (PP); Harald Weinrich (Premio de honor)
- 2001 - Zehra Cirak; Radek Knapp y Vladimir Vertlib (PP); Imre Kertész (Premio de honor)
- 2000 - Ilija Marinow Trojanow; Terézia Mora y Aglaja Veteranyi (PP)
- 1999 - Emine Sevgi Özdamar; Selim Özdogan (PP)
- 1998 - Natascha Wodin; Abdellatif Belfellah (PP)
- 1997 - Güney Dal y José F. A. Oliver; Jiří Gruša (Premio de honor)
- 1996 - Yōko Tawada; Marijan Nakić (PP)
- 1995 - György Dalos; László Csiba (PP)
- 1994 - Dante Andrea Franzetti; Dragica Rajcić (PP)
- 1993 - Rafik Schami; Ismet Elci (PP)
- 1992 - Adel Karasholi y Galsan Tschinag
- 1991 - Libuše Moníková; SAID (PP)
- 1990 - Cyrus Atabay; Alev Tekinay (PP)
- 1989 - Yüksel Pazarkaya; Zehra Cirak (PP)
- 1988 - Elazar Benyoëtz; Zafer Şenocak (PP)
- 1987 - Franco Biondi y Gino Chiellino
- 1986 - Ota Filip
- 1985 - Aras Ören; Rafik Schami (PP)